# 10. veljače
10. veljače (10. 2.) 41. je dan godine po gregorijanskom kalendaru.
Do kraja godine imaju još 324 dana (325 u prijestupnoj godini).

## Događaji
- 1258. – Mongoli opustošili Bagdad
- 1763. – Britanija i Španjolska Pariškim mirom podijelile su Novu Francusku, dokrajčivši francusko kolonijalno carstvo
- 1798. – Najstariji službeni spis koji spominje Sinjsku alku
- 1840. – Engleska kraljica Viktorija udala se za princ Alberta
- 1842. –  Osnovana je Matica ilirska (kasnije hrvatska)
- 1908. – Porinut HMS Dreadnought
- 1941. – objavljen prvi svezak Hrvatske enciklopedije.
- 1947. – U Parizu je Mirovnim ugovorom između FNRJ i Italije, 175 km2 međunarodno pravno pripalo Jugoslaviji, odnosno Hrvatskoj. Pariškim je ugovorom Istra i dio Slovenije, u međuratnom periodu u sastavu Italije, pripojen Jugoslaviji, zapravo republikama Hrvatskoj i Sloveniji.
- 1968. – Prvi let Boeinga 737
- 1992. – Velikosrbi poduzeli pješački napad na Vinkovce.
- 1996. – Ostvarena prva pobjeda jednog računala nad trenutnim svjetskim prvakom; Deep Blue pobijedio Garija Kasparova
- 2006. – Otvorene su XX. Zimske olimpijske igre u Torinu, na kojima je Hrvatsku zastavu nosila Janica Kostelić.
- 2007. – U Springfieldu u američkoj saveznoj državi Illinois godine Barack Obama najavio je svoju kandidaturu za predsjednika SAD-a

| - 1785. – Claude-Louis Navier, francuski matematičar i fizičar († 1936.) - 1890. – Boris Leonidovič Pasternak, ruski književnik i nobelovac († 1960.) - 1893. – Bill Tilden, američki tenisač († 1953.) - 1897. – John Franklin Enders, američki znanstvenik i nobelovac († 1985.) - 1898. – Bertold Brecht, njemački književnik († 1956.) - 1902. – Walter Houser Brattain, američki fizičar i nobelovac († 1987.) - 1927. – Leontyne Price, američka operna pjevačica - 1929. – Jerry Goldsmith, američki skladatelj fimlske glazbe († 2004.) - 1935. – Miroslav "Ćiro" Blažević, nogometni trener († 2023.) - 1939. – Roberta Flack, američka soul glazbenica - 1950. – Mark Spitz, američki plivač - 1955. – Neven Elezović, hrvatski matematičar i autor. - 1962. – Cliff Burton, američki glazbenik († 1986.) - 1968. – Peter Popovic, švedski hokejaš hrvatskog podrijetla - 1970. – Noureddine Naybet, marokanski nogometaš - 1975. – Marijan Kustić, hrvatski sportski djelatnik i političar - 1978. – Don Omar, portorikanski reggaeton pjevač i glumac - 1982. – Tatjana Jurić, hrvatska televizijska i radijska voditeljica - 1983. – Justin Gatlin, američki atletičar - 1985. – Paul Millsap, američki košarkaš - 1986. – Radamel Falcao, kolumbijski nogometaš - 1986. – Viktor Troicki, srbijanski tenisač - 1991. – Emma Roberts, američka glumica i pjevačica - 1126. – Guillaume IX. od Akvitanije, akvitanski vojvoda (* 1071.) - 1567. – Henry Stuart, škotski kralj-muž (* 1545.) - 1675. – Ivan Belostenec, hrvatski jezikoslovac - 1755. – Charles-Louis de Secondat Montesquieu, francuski politički mislilac i pisac (* 1689.) - 1829. – Lav XII., papa (* 1760.) - 1837. – Aleksandar Sergejevič Puškin, ruski književnik (* 1799.) - 1865. – Heinrich Lenz, ruski fizičar (* 1804.) - 1879. – Honoré Daumier, francuski slikar i kipar (* 1808.) - 1917. – John William Waterhouse, britanski slikar (* 1849.) - 1918. – Abdul Hamid II., turski sultan (* 1842.) - 1919. – Antun Radić, hrvatski političar i etnograf (* 1868.) - 1923. – Wilhelm Conrad Röntgen, njemački fizičar (* 1845.) - 1928. – José Sánchez del Río, meksički svetac (* 1913.) - 1932. – Edgar Wallace, britanski pisac (* 1875.) - 1939. – Pio XI., papa (* 1857.) - 1960. – Alojzije Stepinac, zagrebački nadbiskup (* 1898.) - 1979. – Edvard Kardelj, slovenski komunistički političar (* 1910.) - 2005. – Arthur Miller, američki književnik (* 1915.) - 2014. – Stuart Hall, britanski sociolog (* 1932.) - 2014. – Shirley Temple, američka glumica (* 1928.) - 2017. – Milan Mitrović, hrvatski radijski i televizijski novinar i urednik (* 1952.) |

## Blagdani i spomendani
- Blagdan: Stepinčevo
- Italija: Nacionalni dan sjećanja na fojbe i egzodus Talijana iz Istre, Rijeke i Dalmacije. Dan je izabran jer je taj dan potpisan Ugovor o miru između Italije i Jugoslavije 1947. godine. Talijanski parlament proglasio ga je danom sjećanja u ožujku 2004. godine.[1]

## Imendani
- Vjekoslav
- Vilim